# Binkom
Binkom is een dorp en deelgemeente van Lubbeek (Vlaams-Brabant, België). Binkom was een zelfstandige gemeente tot aan de gemeentelijke herindeling van 1977.

## Toponymie
1146 Beinchem, 1159 Benchem, 1218 Benkem, 1220 Binchem. - Volgens Gysseling uit Germaans Bajinga haim "woning van de lieden van Bajo". Het eerste lid kan ook teruggaan op de persoonsnaam Beno/Beino of Bāgo, zoals in de naam Beinwil in Zwitserland. Door ontronding van Ben- ontstond Bin-. Binkom uit Beininga of Baginga haima betekent "woning van de lieden van Be(i)no of Bago".

## Geschiedenis
Binkom viel in de late middeleeuwen onder het gezag van de ondermeierij van Kumtich die op haar beurt ressorteerde onder de meierij van Tienen.

## Geografie

### Hydrografie
De Winge, een bijrivier van de Demer, ontspringt in Binkom.

## Bezienswaardigheden
- De Sint-Jan Baptistkerk

## Natuur en landschap
Binkom ligt in het Hageland op een hoogte van 60-98 meter.

## Demografische ontwikkeling
- Bronnen:NIS, Opm:1831 tot en met 1970=volkstellingen; 1976 = inwoneraantal op 31 december

## Mobiliteit

### Openbaar vervoer
De Lijn verzorgt het openbaar vervoer in Binkom. Binkom wordt door één vaste lijn ontsloten: sinds 12 november 2007 verbindt lijn 485 (Snelbus Leuven-Lubbeek-Tienen) de deelgemeente met de hoofdkern Lubbeek en de steden Tienen en Leuven. Deze lijn wordt aangevuld met de schoolbus 585 en de marktbus 685 (op dinsdagvoormiddag, marktdag in Tienen), die beide de vroegere varianten van lijn 16 via Kerkom en Attenrode-Wever behouden. Daarbovenop zijn er extra schoolverbindingen in relatie met Aarschot op de lijnen 392 en 590. Er is tevens een extra spitsaanbod naar Leuven met lijn 373 (Assent-Lubbeek-Leuven) via de Meenselbaan. Voor alle intergemeentelijke verplaatsingen konden de inwoners van Binkom tot 30 april 2015 een beroep doen op de belbus Bierbeek-Oud-Heverlee-Lubbeek.

### Wandelpaden
- Binkomwandeling
- Kwikkelbergwandeling

## Cultuur

### Verenigingen
- Chiro Nemas Binkom
- Jeugd Binkom
- Toneel Binkomse Vriendenkring
- Gezinsbond Binkom
- KVLV Binkom
- Landelijke Gilden Binkom
- Zangkoor Sint-Jan De Doper
- Nationale Strijdersbond Binkom
- Sint-Jan Binkom vzw
- Ziekenzorg Binkom
- Gepensioneerdenbond Binkom

## Sport
- FC Binkom
- SMS Lubbeek

## Geboren in Binkom
- Jacob-Ferdinand Mellaerts (1845-1925), priester en medestichter van de Belgische Boerenbond
- Ingrid De Putter (1957-2023), journaliste

## Nabijgelegen kernen
Sint-Joris-Winge, Lubbeek, Kerkom, Attenrode, Meensel
Deelgemeenten: Binkom · Linden · Lubbeek · Pellenberg

Belgische gemeenten · Arrondissement Leuven · Vlaams-Brabant · Vlaanderen